# In Return
In Return — второй студийный альбом американского дуэта Odesza, выпущенный 9 сентября 2014 года. В отличие от предыдущего альбома Summer's Gone, In Return не является самостоятельным релизом и выпущен на лейблах Counter Records и Ninja Tune. 18 сентября 2015 года была выпущена Deluxe-версия альбома, в которую в основном вошли инструментальные и Live-версии песен основного альбома.
Альбом дебютировал на первой строчке чарта Top Dance/Electronic Albums и был положительно принят критиками.

## Восприятие
| Оценки критиков | Оценки критиков |
| Источник        | Оценка          |
| --------------- | --------------- |
| AllMusic        | [ 1 ]           |

В целом альбом был хорошо принят критиками. Дэвид Джефрис из AllMusic поставил оценку 4/5, отметив разнообразие альбома. Ангус Фитц-Багден из журнала Renowned for Sound также положительно оценил In Return, похвалив атмосферу и продюсирование альбома и отметив, что этот альбом «может послужить саундтреком к ленивому летнему дню».
В 2016 году In Return был номинирован на Billboard Music Awards в категории «Лучший танцевальный/электронный альбом».

## Список композиций
Standart Edition:
Слова и музыка всех песен — Odesza.
| №                   | Название                                            | Автор(ы) слов       | Длительность |
| ------------------- | --------------------------------------------------- | ------------------- | ------------ |
| 1.                  | «Always This Late»                                  |                     | 2:40         |
| 2.                  | «Say My Name» (совместно с Zyra)                    | Zyra                | 4:22         |
| 3.                  | «Bloom»                                             |                     | 3:15         |
| 4.                  | «All We Need» (совместно с Shy Girls)               |                     | 3:31         |
| 5.                  | «Sundara»                                           |                     | 2:16         |
| 6.                  | «White Lies» (совместно с Jenni Potts)              | Jenni Potts         | 4:37         |
| 7.                  | «Kusanagi»                                          |                     | 3:28         |
| 8.                  | «Echoes» (совместно с Py)                           | Py                  | 4:23         |
| 9.                  | «It's Only» (совместно с Zyra)                      | Zyra                | 4:28         |
| 10.                 | «Koto»                                              |                     | 3:14         |
| 11.                 | «Memories That You Call» (совместно с Monsoonsiren) | Monsoonsiren        | 4:08         |
| 12.                 | «Sun Models» (совместно с Madelyn Grant)            | Madelyn Grant       | 2:40         |
| 13.                 | «For Us» (совместно с Briana Marela)                | Briana Marela       | 5:49         |
| Общая длительность: | Общая длительность:                                 | Общая длительность: | 48:57        |

Deluxe Edition:
Слова и музыка всех песен — Odesza.
| №                   | Название                                | Автор(ы) слов                                                | Длительность |
| ------------------- | --------------------------------------- | ------------------------------------------------------------ | ------------ |
| 14.                 | «Light» (совместно с Little Dragon)     | Håkan Wirenstrand, Fredrik Wallin, Erik Bodin, Yukimi Nagano | 4:13         |
| 15.                 | «IPlayYouListen (Live)»                 |                                                              | 4:29         |
| 16.                 | «Bloom (Live)»                          |                                                              | 3:30         |
| 17.                 | «Say My Name (Live)» (совместно с Zyra) | Zyra                                                         | 4:06         |
| 18.                 | «Always This Late (Instrumental)»       |                                                              | 2:40         |
| 19.                 | «Say My Name (Instrumental)»            |                                                              | 4:02         |
| 20.                 | «Bloom (Instrumental)»                  |                                                              | 3:01         |
| 21.                 | «All We Need (Instrumental)»            |                                                              | 3:31         |
| 22.                 | «Sundara (Instrumental)»                |                                                              | 2:14         |
| 23.                 | «White Lies (Instrumental)»             |                                                              | 4:37         |
| 24.                 | «Kusanagi (Instrumental)»               |                                                              | 3:28         |
| 25.                 | «Echoes (Instrumental)»                 |                                                              | 4:10         |
| 26.                 | «It's Only (Instrumental)»              |                                                              | 4:20         |
| 27.                 | «Koto (Instrumental)»                   |                                                              | 3:14         |
| 28.                 | «Memories That You Call (Instrumental)» |                                                              | 3:43         |
| 29.                 | «Sun Models (Instrumetal)»              |                                                              | 2:24         |
| 30.                 | «For Us (Instrumental)»                 |                                                              | 5:29         |
| 31.                 | «Light (Instrumental)»                  |                                                              | 4:13         |
| Общая длительность: | Общая длительность:                     | Общая длительность:                                          | 67:24        |

## Чарты
| Чарт (2014)                             | Макс. позиция |
| --------------------------------------- | ------------- |
| США (Billboard 200)                     | 42            |
| США (Billboard Dance/Electronic Albums) | 1             |
| США (Billboard Independent Albums)      | 8             |